# 255
Het jaar 255 is het 55e jaar in de 3e eeuw volgens de christelijke jaartelling.

## Gebeurtenissen

### Italië
- In Rome worden Publius Licinius Valerianus Augustus en zijn zoon Publius Licinius Egnatius Gallienus door de Senaat herkozen tot consul van het Imperium Romanum.

### Balkan
- In Viminacium (bij Belgrado) worden voor het laatst Romeinse gebouwen neergezet. De streek gaat voorgoed verloren voor het in diepe crisis verkerende Romeinse Rijk.

## Geboren
- Dorotheus, bisschop van Tyrus (waarschijnlijke datum)